# Carlos Humberto Paredes
Carlos Humberto Paredes (16 de juliol de 1976) és un exfutbolista paraguaià.

## Selecció del Paraguai
Va formar part de l'equip paraguaià a la Copa del Món de 1998, 2002 i 2006.